# Бебуров, Хачатур

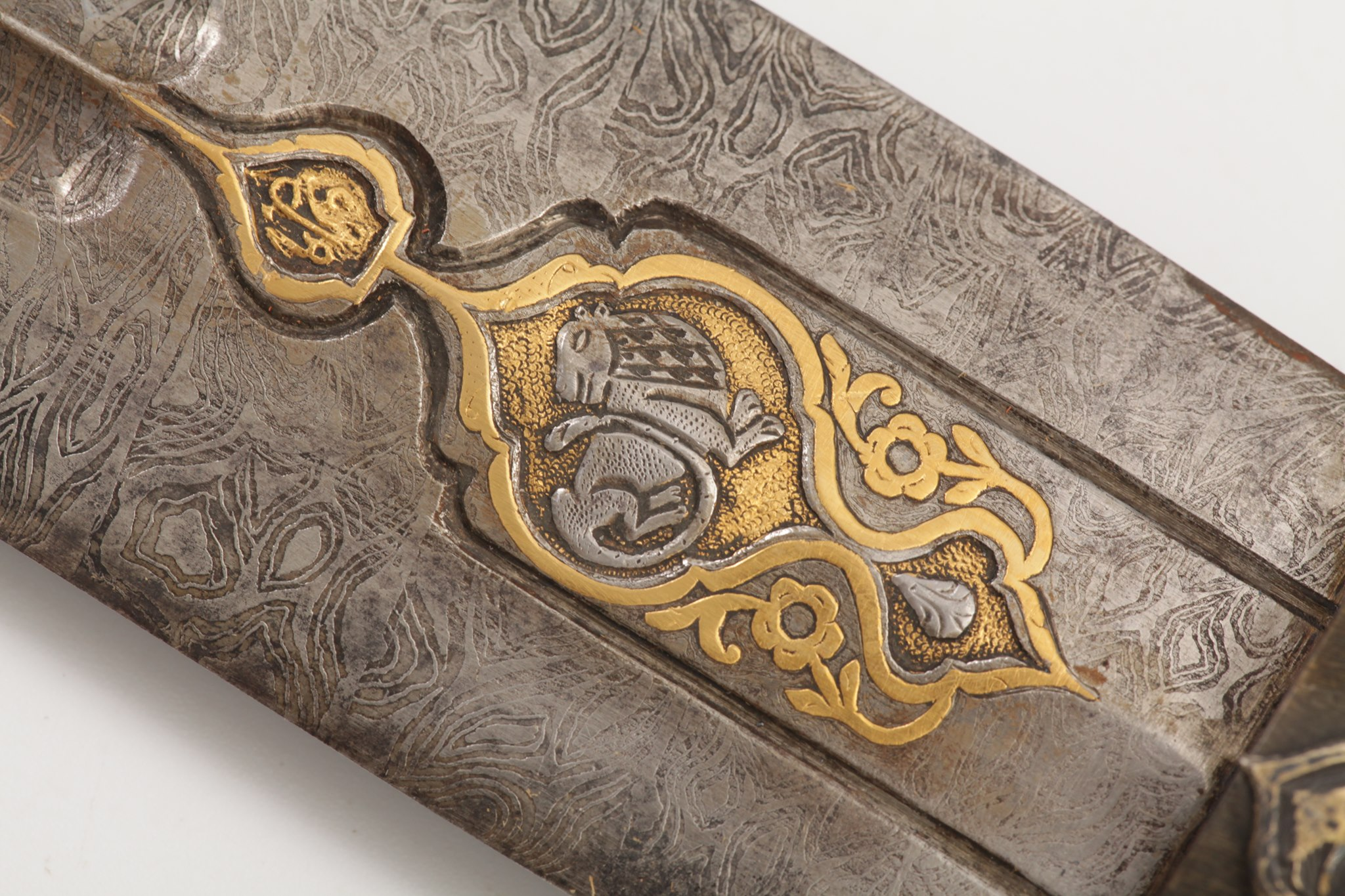
Фрагмент клинка кинжала с клеймом оружейника Хачатура (коллекция проекта «Историческое Оружие Кавказа — Центр Исследований»)

Хачатур (Хечатур/Качетур) Бебуров (Бабуров) (груз. ხეჩატურ ბებური; род. около 1766 года — умер после 1827 года), знаменитый тифлисский оружейник, работавший в конце XVIII — первой трети XIX века. Имя Хачатура Бебурова занимает достойное место наравне с Геурком Элиаровым в замечательной плеяде тифлисских оружейников начала XIX века.
Изделия Хачатура хранятся в частных и музейных собраниях, в том числе в собрании Государственного Эрмитажа (Санкт-Петербург). Клинки Хачатура украшены в технике гравировки по стали и инкрустации золотом.
Хачатур был пожалован дворянским титулом в 1792 году царем Картли-Кахети Ираклием II. «Я своим мастерством служил царям Ираклию и Георгию и создавал достойное им оружие, которое использовали они сами, а также посылали в подарок ханам, и от них имел установленную плату и состояние, что и прилагается в виде грамоты к заявлению» — писал Хачатур в 1803 году в заявлении, поданном им на имя Павла Цицианова.